# سيرغي ليدوفسكيخ
سيرغي ليدوفسكيخ (بالروسية: Ледовских, Сергей Михайлович)‏ هو لاعب كرة قدم روسي في مركز الوسط، ولد في 24 مارس 1958 في Rasskazovsky District ‏ في روسيا. لعب مع نادي شاختار قراغندي ونادي كايرات.